# Arnolfo I di Milano
Arnolfo I (... – Milano, 16 aprile 974) fu arcivescovo di Milano dal 970 al 974.

## Biografia
La sua biografia è quantomai oscura: di lui si sa solo che si dichiarava di legge (e quindi di discendenza) longobarda. Suo fratello, Lanfranco da Arsago, sarà il nonno poi di Arnolfo II, successivamente arcivescovo di Milano.
Eletto arcivescovo di Milano nel 970, non lasciò tracce evidenti della propria reggenza.
Arnolfo I morì a Milano il 16 aprile 974. Fu sepolto nella basilica di Santa Maria Maggiore.